# Liste de catastrophes naturelles en 2009
Cet article contient une liste des catastrophes naturelles meurtrières en 2009.

## Janvier
- 1er janvier : 
  - Inde : Une vague de froid qui sévit dans le nord du pays fait 55 morts[1].
  - Mozambique : D'importantes inondations touchent le pays, faisant 45 morts.

- 3 janvier : Europe : Une vague de froid frappe toute l'Europe depuis 2 mois, faisant 82 morts[2].

- 4 janvier : Guatemala : Un glissement de terrain dans le nord du pays fait 35 morts[3].

- 8 janvier : Costa Rica : Un séisme de magnitude 6,2 frappe le centre du pays, provoquant la mort de 37 personnes[4].

- 24 janvier : Europe : La tempête Klaus frappe le sud-ouest de la France, l'Espagne, le Portugal et l'Italie faisant de très gros dégâts et 31 morts[5].

- 26 janvier : États-Unis : Une tempête de neige et de pluies verglaçantes touche le pays causant la mort de 55 personnes.

- 29 janvier : Australie : Une intense canicule sévit dans le sud de l'Australie, provoquant de nombreux incendies de forêts causant la mort de 374 personnes[6].

## Février
- 5 février : Namibie : De graves inondations dans le pays provoquent la mort de 92 personnes[7].

- 17 février : Colombie : Des inondations et des coulées de boue dans le sud-ouest du pays font 200 morts.

## Mars
- 2 mars : Pérou : Des inondations provoquent des glissements de terrain dans le sud du pays faisant 20 morts.

- 26 mars : Indonésie : De fortes pluies provoquent une rupture d'une digue dans la banlieue de Jakarta faisant 197 morts[8].

- 31 mars : Inde : Une tornade s'abat dans l'est du pays faisant 23 morts et plus de 200 blessés[9].

## Avril
- 6 avril : Italie : Un violent séisme de magnitude 6,3 frappe la région des Abruzzes faisant 308 morts et plus de 1 500 blessés[10].

## Juin
- 25 juin : Chine : De violentes pluies dans le sud du pays font 20 morts et 700 000 blessés.

## Juillet
- 3 juillet : Vietnam : De fortes pluies touchent le pays faisant 28 morts et 3 disparus[11].

## Août
- 2 août - 11 août : typhon Morakot : Le bilan est de 617 morts à Taïwan, 26 morts aux Philippines, et 9 morts en Chine[12].